# Narciso em Férias
Narciso em férias é um filme do gênero documentário brasileiro dirigido por Ricardo Callil e Renato Terra lançado em 2020. O filme é produzido por Paula Lavigne.

## Enredo
Durante a Ditadura militar brasileira, Caetano Veloso foi um dos músicos considerados 'subversivos' pelo regime. Em depoimento ao filme, Caetano relembra seus dias na prisão, as torturas sofridas, a censura imposta pelos militares, o exílio e a amizade com Gilberto Gil, que também passou por essas situações junto à Veloso.
O nome Narciso em férias, é baseado na história de Narciso, figura mitológica grega, que de tanto admirar-se com sua beleza acabou afogando-se em um rio encantado por sua própria afeição. Na cadeia, Caetano não tinha acesso à espelhos e devido a isso, usou-se o 'em férias' para quaisquer tipo de vaidade ou autocuidado que Veloso poderia ter tido na prisão.

## Estreia
O filme fez sua estréia no septuagésimo sétimo Festival Internacional de Cinema de Veneza, na Itália realizado em 2020, em meio a Pandemia de COVID-19, porém seguindo protocolos de segurança. No Brasil, o filme estreou no dia 7 de setembro via Globoplay, serviço de streaming vinculado ao grupo Globo.

## Trilha sonora
Caetano fez uma regravação do clássico do rock, Hey Jude, da banda londrina Beatles. O single chegou as plataformas digitais de música.
Sobre a regravação, Veloso acrescentou: "Por acaso (por algoritmo), veio na lista de sugestões do YouTube “A Day in The Life” dos Beatles: 102.196.955 visualizações. Pensei na situação periférica do Brasil. Em ‘Hey Jude’ Lucas me ajudou, tocando violão, e mixando. Em referência aos rapazes de Liverpool (principalmente John Lennon) [...] Assim, ‘Hey Jude’ é a única faixa original, gravada recentemente em estúdio, single do filme. As outras são as que foram registradas durante a entrevista."

Caetano Veloso na década de 1960.

## Recepção da crítica
Luiz Zanin Oricchio, do jornal O Estado de S. Paulo, fez crítica favorável ao filme e anotou sobre o filme que: Narciso em Férias é um mergulho intimista numa experiência de horror vivida meio século antes. O horror marca. [...] São apenas velhas e lamentáveis lembranças? Infelizmente não. O filme chega ao público em momento tristemente propício. Em seu discurso de 7 de setembro, o presidente Jair Bolsonaro voltou a elogiar o golpe militar de 1964, que instaurou uma ditadura de 21 anos no País. A democracia vê-se de novo atacada e corroída por dentro."
Cristina Padiglione, do periódico paulista Folha de S.Paulo, elogiou o filme e explicou o surgimento do longa: "Narciso Em Férias, nome do documentário, é um dos capítulos de seu livro, 'Verdade Tropical'.
Sérgio Rizzo, do jornal carioca O Globo, fez crítica positiva ao filme elencando: "as reminiscências têm colorido humano e curvas dramáticas — repare na hitchcockiana descrição dada ao barbeiro ou na bateção militar de cabeças no desembarque em Salvador."